# Mirine u Živogošću
Mirine, u uvali imena Dole, arheološki lokalitet u Živogošću, zaštićeno kulturno dobro

## Opis dobra
Nastalo od 1. do 4. stoljeća. Arheološki lokalitet „Mirine“ u uvali Dole u Živogošću, smješten je uz samu morsku obalu u podnožju terasaste padine brdovitog zaleđa. Na području Autokampa Dole u Živogošću tijekom radova za postavljanje vodovodne cijevi pronađeni su ostaci antičke villae rusticae. Zaštitnim arheološkim istraživanjima pronađeni su ostaci tri prostorije, koje zbog izgleda, dimenzija i gradnje su nesumnjivo termalnog karaktera, a pripadaju jednom većem antičkom kompleksu. Cjelovito je istražena samo cisterna za vodu, dimenzija 3,10 x 1,50 m, zidovi su debljine 0,50 m građeni od djelomično obrađenog kamena vezanog vapnenim mortom.Unutarnje stjenke zidova dodatno su ojačanje s jednim redom pločastih opeka te premazane debelim slojem hidraulične žbuke. U istočnom dijelu cisterne nalazi se kamenica za skupljanje nečistoće tzv. batasić. Od pokretnih arheoloških nalaza uz vrlo malo ulomaka grube kasnoantičke keramike pronađena je i veća količina antičkih opeka (tegulae) ostala nakon rušenja krova cisterne.

## Zaštita
Pod oznakom P-4703 zavedena je kao nepokretno kulturno dobro - pojedinačno, pravna statusa preventivno zaštićena kulturnog dobra, klasificirano kao "arheološka baština".